# Seconda battaglia del Kosovo
La seconda battaglia del Kosovo (o Cossovo; in ungherese második rigómezei csata; in turco İkinci Kosova savaşı) o battaglia di Kosovo Polje, venne combattuta dal 17 ottobre al 20 ottobre 1448 presso Kosovo Polje, tra la coalizione ungaro-valacca capeggiata da János Hunyadi e le truppe dell'Impero ottomano del sultano Murad II.
Significativamente più imponente della prima battaglia del Kosovo, con entrambi gli eserciti del doppio della consistenza della prima battaglia del 1389 (24000 ungheresi e 40000, forse 60000 turchi), ebbe uguale esito del primo scontro: l'esercito ungherese fu sconfitto e messo in fuga. Murad II non riuscì però a catturare Hunyadi che, scampato alla lotta, proseguì nella sua crociata personale contro gli ottomani.

## Antefatto

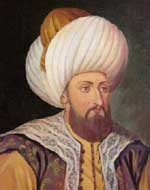
Murad II

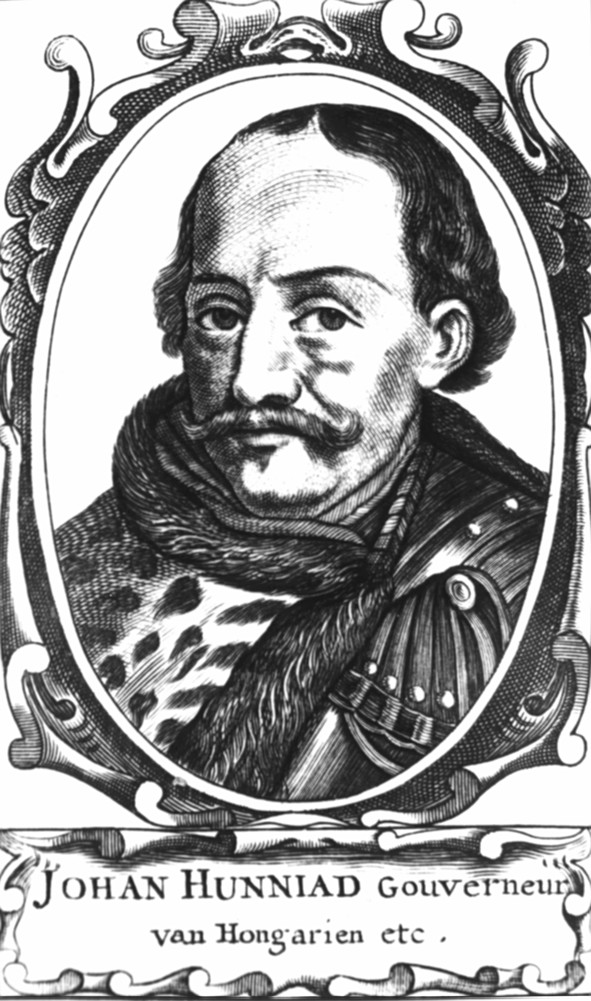
János Hunyadi

Dopo la pesante sconfitta subita nella battaglia di Varna (1444), dovuto ad un grave errore tattico dell'allora sovrano ungherese Ladislao III di Polonia, Giovanni Hunyadi non aveva mai smesso di complottare e combattere per arrivare allo scontro risoluto con il sultano Murad II.
Già nel 1445, il Cavaliere Bianco d'Ungheria appoggiò la spedizione anfibia dei crociati borgognoni di Waleran de Wavrin 
(zio del cronista Jean de Wavrin). Coadiuvati dalle truppe valacche del voivoda (principe) Vlad II Dracul, i borgognoni strapparono ai turchi la fortezza di Giurgiu, sul Danubio, trucidando gli ottomani catturati, mentre Hunyadi li raggiungeva sotto le mura di Nicopoli. L'assedio di Nicopoli venne però abbandonato e lo sbarco sulla riva turca del Danubio rimandato poiché Murad aveva prudentemente fatto terra bruciata dei dintorni.
Nel 1446 Hunyadi diventava reggente d'Ungheria per conto del principe Ladislao il Postumo, prigioniero di Federico III d'Asburgo, mentre Murad si rafforzava in Grecia a discapito dei bizantini e Vlad Dracul di Valacchia era costretto a rinnovare la sua alleanza con il sultano.
Nel 1447 Hunyadi riprese le operazioni. In novembre marciò sulla Valacchia per riportarla definitivamente sotto il dominio dell'Ungheria: Vlad Dracul ed il suo erede, Mircea II di Valacchia, già crociato a Varna, vennero eliminati ed il trono passò al filo-ungherese Vladislav II di Valacchia.
Nel 1448 Hunyadi era pronto per il colpo. Marciò sulla Moldavia e rimise sul trono il voivoda Petru II, occupando poi il porto fortificato di Chilia. In giugno, Murad II sferrò un attacco anfibio congiunto contro Costantinopoli e contro Chilia ma venne sconfitto su entrambi i fronti. In settembre, Hunyadi oltrepassò il Danubio e mosse verso Smederevo, capitale della Serbia, dove si accampò in attesa dei rinforzi di Scanderbeg dall'Albania, mentre suo fratello Mihály Szilágyi sconfiggeva in Valacchia le forze del Bey turco di Vidin. Il despota di Serbia, Đurađ Branković, rifiutò però di unirsi a Hunyadi, con cui era ormai in rottura dopo i fatti di Varna. Gli ungheresi mossero allora attraverso la Serbia trattandola come territorio ostile ed arrivarono al campo di Kosovo Polje, ove aveva avuto luogo la Prima battaglia del Kosovo. Branković intercettava però nel frattempo le truppe albanesi, impedendo a Scanderbeg di congiungersi con le forze di Hunyadi.

## La battaglia

### Schieramenti
Si stima che gli effettivi dell'esercito ungherese contassero circa 24000 uomini, con il supporto di poche altre migliaia di albanesi, mentre le truppe turche potevano contare su un numero maggiore di unità, valutabili tra le 40000 e le 60000.
Il sultano Murad II comandò personalmente il grosso delle forze turche: sia l'artiglieria che i Giannizzeri. L'erede al trono ottomano, il futuro Maometto II, allora al suo battesimo in battaglia, guidò invece le truppe anatoliche posizionate sull'ala destra dello schieramento turco.
Giovanni Hunyadi si posizionò al centro dello schieramento crociato, forte anch'esso di una sua propria artiglieria, mentre l'ala destra era affidata ai valacchi del voivoda Vladslav II, forte di un corpo di 4000 arcieri.

### Lo scontro
Hunyadi aprì lo scontro con una carica di cavalleria pesante e cavalleria leggera contro i fianchi ottomani. Le truppe turche, composte da soldati della Rumelia e dell'Anatolia, vennero salvate dalla contro-carica della loro cavalleria leggera.
Quando i suoi fianchi vennero schiacciati dagli uomini di Murad, Hunyadi ordinò la carica della sua fanteria. I giannizzeri turchi vennero respinti, mentre la cavalleria ungherese si portava fino al campo ottomano. I fanti turchi vennero però riorganizzati in un fronte compatto e respinsero la cavalleria nemica.
Gli ungheresi ripiegarono verso il loro campo, massacrati dal contro-attacco dei giannizzeri. Durante la notte i due fronti si scambiarono diverse salve di artiglieria poi, il mattino successivo, i turchi sbaragliarono ciò che restava degli ungheresi.

## Conseguenze
Mentre Murad II ordinava che le teste dei nemici sconfitti venissero impilate in una piramide, Hunyadi, travestito da soldato semplice, fuggiva dal campo di battaglia. Il Cavaliere Bianco venne catturato da Branković, che lo rinchiuse nelle segrete di Smederevo. Hunyadi venne poi liberato da una spedizione punitiva ungherese. Vladislav II tornava nel frattempo al suo trono per trovarlo usurpato da Vlad III di Valacchia, figlio di Vlad Dracul, tornato in patria al comando di un corpo di spedizione turco.
Sebbene la sconfitta in battaglia costituisse un passo indietro per quanti resistevano all'invasione ottomana dell'Europa a quel tempo, essa non costituì 'un colpo definitivo per la causa'. Giovanni Hunyadi fu infatti in grado di mantenere la resistenza ungherese attiva contro gli ottomani durante tutto il resto della sua vita, culminata con la schiacciante vittoria 
dell'assedio di Belgrado (1456), e Scanderbeg (morto nel 1468) fece lo stesso.